# 583 v.Chr.
Het jaar 583 v.Chr. is een jaartal volgens de christelijke jaartelling.

## Gebeurtenissen

### Griekenland
- De havenstad Lepanto (Nafpaktos) in de Golf van Korinthe wordt door een aardbeving verwoest.

### Mesopotamië
- Koning Nebukadnezar II verovert het koninkrijk Edom en lijft deze in bij het Babylonische Rijk. Het omvat de verwoesting van Bozrah

### China
- Tijdens de Zhou-dynastie verovert het koninkrijk Wu de provincie Jiangxi (Zuid-China).